# DTU Fotonik, Institut for Fotonik
DTU Fotonik, Institut for Fotonik (kort form: DTU Fotonik, engelsk: DTU Fotonik, Department of Photonics Engineering) er et forsknings- og uddannelsesinstitut på Danmarks Tekniske Universitet.
Arbejdet med fotonik spænder bredt fra grundvidenskabelige undersøgelser af lys-stofvekselvirkning ved kommunikationsteknologi, lasere og sensorer til samarbejde med arkitekter og designere om fremtidens LED-baserede lyskilder. DTU Fotoniks forskningsområder er delt op i følgende fire sektioner: Nanofotonik, Lyskilder & Industrielle Sensorer, Ulineær Optik & Biofotonik, Kommunikationsteknologi.
Som uddannelsesinstitut udbyder DTU Fotonik følgende linjer: Netværksteknologi og It (BSc), Telekommunikation (MSc) og Fotonik (MSc). Derudover udbyder instituttet fag under Fysik og Nanoteknologi (BSc og MSc). 
Rundt regnet er ca. 220 forskere, herunder 90 ph.d.-studerende, ansat på DTU Fotonik. På et typisk år færdiguddannes ca. 40 kandidatstuderende.  

## Historie
Det daværende Forskningscenter COM (eng.: Research Center COM) blev dannet i 1998 ved en sammenlægning af fotonikgruppen ved Mikroelektronikcenteret (MIC) og Afdelingen for Bredbåndstelekommunikation (CBT) ved Elektromagnetisk institut (EMI). COM er en forkortelse for det engelske Communications, Optics and Materials, som afspejler forskningsområderne telekommunikation, optik og materialer. For at samle DTUs aktiviteter indenfor optisk kommunikation og telekommunikation blev Forskningscenter COM fusioneret med Center for Teleinformation (CTI) og Institut for Telekommunikation i 2001. Da DTU-centeret i september 2005 skiftede status til at være et DTU institut, indførtes navnet COM•DTU – Institut for Kommunikation, Optik & Materialer.
Som resultat af fusionen mellem DTU og Forskningscenter Risø 1. januar 2007 blev COM•DTU og Risøs Afdeling for Optik og Plasmaforskning den 1. januar 2008 fusioneret til det nuværende DTU Fotonik, Institut for Fotonik.

## Forskningsområder
- Kommunikationsteknologi [1], sektionsleder: Lars Dittmann

- Ikke-lineær optik og biofotonik [2], sektionsleder: Peter Uhd Jepsen

- Lyskilder og industrielle sensorer [3], sektionsleder: Paul Michael Petersen

- Nanofotonik [4], sektionsleder: Jesper Mørk